# 蕩平菜
蕩平菜(タンピョンチェ、朝: 탕평채) あるいは묵清泡（ムㇰチョンポ、朝: 묵청포） は 朝鮮の宮廷料理 の一つである。
刻んだノㇰトムㇰ（緑豆でんぷんのムㇰ）、もやし 、芹、牛肉の細切り炒め、刻み 唐辛子 、揉んだ韓国海苔を、醤油に酢、砂糖、胡麻油で和えて味を調えたものである。

## 歴史
日本統治時代の1940年に朝鮮食饌研究所の洪善杓（ホンソンピョ/홍선표) に著された料理書『朝鮮料理學』によれば、蕩平菜は 李氏朝鮮 第21代国王・英祖（在位1724年 - 1776年）が考案した料理だという。官僚を2分する少論派と老論派の争いに悩んだ英祖は、両派を融和させるべく 蕩平策を講じた。そして、それぞれの派閥のメンバーを宴に招き、この料理を特別に誂え、刻んだムㇰにモヤシ、牛肉に海苔と具材の味わいが調和するありさまに例えて各派閥の融和を諭したという。
一方で朝鮮後期の学者・趙在三（1808年～1866年）は、1855年に完成した『松南雑識』において「青泡（チョンポ、緑豆ムㇰ）に牛肉と豚肉を混ぜるのでまさにナムㇽの骨董（ビビンバ）である。宋寅明が若いころ蕩平菜を売る声を聴いて4色の党人を混ぜて登用すべきことを悟り、そこから蕩平事業を図ったという」と記している。
英祖年代の1740年に左義政となった宋寅明（1689年～1746年）は党派の対立を抑えた蕩平事業の立役者だった。その一件を踏まえ、蕩平菜のエピソードに書き加えたものという。
また柳得恭（1749年～1807年）が漢陽の風俗を記した『京都雑志』には「蕩平菜というものは緑豆乳と豚肉、芹を糸のように切り酢醤油をかけたものだ。さっぱりした味わいで、春の夜によい」と書かれている。
つまり英祖が放蕩事業を展開する以前から放蕩菜は既に存在しており、英祖の逸話は後世に作られた起源伝承とされる。
だが戦後の韓国では「英祖が考案した宮廷料理」の逸話から、韓定食には必ず上るメニューとなった。1988年のソウルオリンピックを前にしてタンピョンチェは「外国人に紹介すべき韓国料理のひとつ」に挙げられたが、肉食が一般化した現代の韓国では、淡白な味わいのタンピョンチェはそれほど好まれなくなっているという。